# Trisomia
Trisomia – obecność dodatkowego (trzeciego) chromosomu w danej parze homologicznej (aberracja chromosomowa genomowa).

## Trisomie człowieka
| Nr pary chromosomów | Nazwa zespołu        | Długość życia chorych      |
| ------------------- | -------------------- | -------------------------- |
| 8                   | zespół Warkany’ego 2 | letalna w życiu płodowym   |
| 9                   | trisomia 9           | ?                          |
| 13                  | zespół Pataua        | do 3 miesięcy od urodzenia |
| 18                  | zespół Edwardsa      | do okresu szkolnego        |
| 21                  | zespół Downa         | do 60 lat                  |
| 22                  | zespół kociego oka   | –                          |
| 23 – XYY            | zespół XYY           | –                          |
| 23 – XXX            | zespół XXX           | –                          |
| 23 – XXY            | zespół Klinefeltera  | –                          |